# バラ・オロナウルタイ
バラ・オロナウルタイ(モンゴル語: Bala Oronaurtai,中国語: 巴剌斡羅納児台,? - ?)とは、13世紀初頭にモンゴル帝国に仕えたオロナウル部出身の千人隊長。『元朝秘史』などの漢文史料では巴剌斡羅納児台(bālàwòluónàértái)と記される。

## 概要
『元朝秘史』によると、1206年のモンゴル帝国建国時に千人隊長に任ぜられており、功臣表では35位に列せられている。
また、同じ千人隊長にはバラ・チェルビという同名の人物もおり、「オロナウルタイ」という名前はこのバラ・チェルビと区別するためにつけられたものとみられる。
バラ・オロナウルタイの事蹟についてはほとんど知られていないが、「元統癸酉進士録」には山東濮州の万人隊長買閭の祖先が「オロナウル人の八郎(バラ)」で、「千戸(千人隊長)であった」と記されており、この「八郎」こそがバラ・オロナウルタイのことであると考えられている。